# Месру Мехмедов
Месру Мехмедов е български диригент.

## Биография
Роден е 4 февруари 1935 във Велико Търново, завършва гимназия в Дряново, където основава и дирижира училищния хор и оркестър.
През 1955 г. ръководената от него група стига на финал на Младежкия музикален фестивал в София.
Продължава следването си в Ленинградската консерватория, където негови преподаватели са големите руски музикални педагози и диригенти проф. Иля Мусин и проф. Евгений Мравински. Дипломира се през 1960 г. и след завръщането си в България е назначен в Симфоничния оркестър в Пловдив, първоначално като помощник-диригент, по-късно и като главен диригент на оркестъра. Между 1963 и 1969 г. дирижира хора на Пловдивското певческо дружество, същевременно е гост-диригент и на други симфонични оркестри в България и чужбина: Чехословакия, Монако, Япония, Уругвай, Англия, Италия, Франция.
Репертоарът на Мехмедов съдържа повече от сто класически музикални произведения, като оперите „Фауст“ на Гуно, „Кармен“ на Бизе, „Евгений Онегин“ на Чайковски, „Черното домино“ на Обер, „Царска годеница“ на Римски-Корсаков, „Риголето“ на Верди и др., както и много симфонични творби.
През 1965 година Мехмедов изнася концерти в Прага и Бърно с изпълнения на Симфония № 1 на Йоханес Брамс и „Реквием“ на Джузепе Верди. През същата година е удостоен с втора награда на международния конкурс за диригенти „Николай Малко“ в Копенхаген.
През 1969 г. в Ню Йорк, Мехмедов участва в традиционния международен музикален фестивал за диригенти „Димитри Митропулос“. С фантазията „Франческа ди Римини“ от Чайковски печели първото място на конкурса, председателстван от Ленард Бърнстейн, който го кани за свой помощник.
След завръщането си в България, Мехмедов получава признание от българската музикална общност и е назначен за директор на Софийската филхармония. Там се задържа за кратко, понеже същевременно дирижира и Бостънския симфоничен оркестър и Филаделфийската филхармония.
На 18 януари 1971 , на върха на славата си, Месру Мехмедов загива при самолетна катастрофа в Цюрих, Швейцария в самолет „Ил-18“ LZ BED излетял от малкото бизнес летище Бурже (на фр. Aeroport de Paris-Le Bourget) в североизточните покрайнини на френската столица & приземил се аварийно в мъгла с видимост 500 м пред пилотската кабина .
В негова чест е поставена паметна плоча в читалището на Дряново.